# Parlez-vous français ?
«Parlez-vous français ?» (с фр. — «говорите ли Вы по-французски?») — песня испанского диско-дуэта Baccara, представлявшая Люксембург на «Евровидении-1978». Композиция существует в двух вариантах. Версия на французском была включена на второй студийный альбом Baccara, «Light My Fire», а англоязычная — также выпущена как сингл в ряде стран.

## История
«Parlez-vous français ?» была написана немцами Рольфом Соей и Фрэнком Досталом — теми же авторами, что создали предшествующие синглы группы: «Yes Sir, I Can Boogie», «Sorry, I'm a Lady» и «Darling». В написании текста французской версии принял участие Петр Зентнер (Péter Zentner).
В музыкальном отношении песня является типичным представителем стиля диско, текст же посвящён важности знания французского языка, описываемого как «язык лета и любви» (англ. the language of love and summer). Песня построена в виде диалога между певицами, одна из которых недавно побывала в отпуске и овладела знанием французского, достаточного для ведения курортного романа.
Песня исполнялась семнадцатой по счёту, после «Boom Boom» группы Mabel и до будущего победителя, израильской группы Alphabeta с песней «A-Ba-Ni-Bi». К окончанию голосования песня получила 73 очка, заняв 7-е место (из 20). Учитывая то обстоятельство, что дуэт являлся одним из наиболее титулованных на тот момент исполнителей (наряду с итальянской группой Ricchi e Poveri), выступление сложно назвать успешным.
Несмотря на данное обстоятельство, «Parlez-vous français ?» достаточно неплохо выступила в чартах, достигнув № 8 в Швеции, № 18 в Австрии, № 21 в ФРГ и № 30 в Голландии. Однако, когда дуэт выпустил первый сборник — «The Hits of Baccara» — в конце 1978 года, песня на него по какой-то причине не попала. Тем не менее, «Parlez-vous français ?» полюбилась поклонникам Евровидения, будучи, в частности, исполненной Dana International во время телепередачи Congratulations (2005).

## Список композиций
Сингл был выпущен в двух вариантах на двух языках: английском и французском.
7" сингл (RCA PB 5588)
1. «Parlez-vous français ?» (англ. версия) — 4:29
2. «You and Me» — 3:28

7" сингл (RCA PB 5577)
1. «Parlez-vous français ?» (франц. версия) — 4:29
2. «Amoureaux» (франц. версия "You and Me")